# Geografia de la Terra Mitjana
La Geografia de la Terra Mitjana comprèn els aspectes físics, polítics i de la geografia moral del món fictici de J. R. R. Tolkien, anomenat la Terra Mitjana (estrictament un continent en el planeta d’Arda però referint-se al món físic), i Eä, que inclou tota la seva creació així com totes les seves escriptures.
Arda va ser creat com un món pla, incorporant un continent Occidental, Aman, el qual va esdevenir la casa de la divinitat Valar, així com la Terra mitjana. Al final de la Primera Edat, la part Occidental de la Terra mitjana, Beleriand, va ser ofegada en la Guerra de la Còlera. En la Segona Edat, una gran illa anomenada Númenor, va ser creada en el Mar Gran, Belegaer, entre Aman i Terra Mitjana; però va ser destruïda en un cataclisme al final de la Segona Edat, pel que Arda va ser refeta com un món esfèric, i Aman va ser tret de manera que els homes no hi tinguessin accés.
A El senyor dels anells, la Terra Mitjana, al final de la Tercera Edat, es descriu com un conjunt de pobles lliures d’homes, hòbbits, elfs i nans a Occident, al contrari dels pobles sota el control del Senyor Fosc Sàuron a l’Est. Alguns comentaristes han vist això com una implicació de la geografia moral de la Terra Mitjana.

## Cosmologia

La perdició de Númenor i el canvi del món. Els esbossos dels continents són purament esquemàtics.

La Terra Mitjana de Tolkien era part del seu món creat d’Arda, un món pla envoltat per un oceà. Va incloure les immortals Terres de Aman i Eressëa, els quals eren part de la creació més ampla, Eä. Aman i la Terra-Mitjana varen ser separades l’una de l’altre pel Gran Mar Belegaer, anàleg a l'Oceà Atlàntic. El continent occidental, Aman, era la casa del Valar, i els elfs anomenats Eldar.
Inicialment, la part occidental de la Terra-Mitjana era el subcontinent Beleriand; però va ser sepultat per l'oceà al final de la Primera Edat.
El Elfs podrien anar allà només per la Carretera Recta i en els vaixells capaços de passar fora de l'esfera de la terra. Llavors, Tolkien va equiparar Arda, que consistia en el planeta de la Terra Mitjana i el celestial Aman, amb el Sistema Solar, el Sol i la lluna sent objectes celestials pel seu comptei, ja no orbitant la Terra.

## Geografia física
Els esdeveniments d'el Hòbbit i El Senyor dels Anells tenen lloc en el del nord-oest del continent de la Terra mitjana. Ambdues expedicions comencen a La Comarca, viatgen a l'est a través del salvatge paratge d’Eriador fins a Rivendell i llavors a través de les Muntanyes Boiroses, impliquen viatges encara més llunyans fins a les terres de Rhovanion o Wilderland a l'est d'aquelles muntanyes, i tornen a casa a La Comarca.

### Beleriand, Lindon
L'extrem oest de la Terra Mitjana en la Primera Edat era Beleriand. Ell i Eriador varen ser separats de gran part del sud de Terra-mitjana pel Golf Gran. Beleriand va ser en gran part destruït en el cataclisme de la Guerra de la Còlera, deixant només un romanent pla coster, Lindon, just a l'oest del Ered Luin (també va anomenat Ered Lindon o Muntanyes Blaves). El cataclisme va dividir Ered Luin i Lindon per un nou golf, anomenat Golf de Lluna; la part nord era Forlindon i la sud, Harlindon.

### Eriador
En el nord-oest de la Terra Mitjana, Eriador era la regió entre el Ered Luin i les Muntanyes Boiroses. En la Segona Edat, el regne del nord de Arnor, fundat per Elendil, va ocupar gran part de la regió. Després del seu esfondrament, moltes terres de Eriador esdevingueren salvatges. En la Tercera Edat, una petita part de la regió va ser ocupada per hobbits per formar la Comarca. Al nord-oest resta el Llac Evendim, anteriorment anomenat Nenuial pels elfs. Un romanent de l’antic bosc d’Eriador va sobreviure durant la Tercera Edat a l'est de la Comarca com el Bosc Vell, sota el domini de Tom Bombadil. Al nord-est del Bosc Vell es troba Bree, l’únic lloc on hobbits i homes viuen conjuntament en els mateixos pobles. Més a l'est d’allà hi ha la Cima dels Vents, el turó on es trobava l’antiga fortalesa d’Amon Sul, i més envant Rivendell, la casa d'Elrond. Al sud d’allà hi ha l’antiga terra de Hollin, abans anomenada Eregion, la terra dels elfs on els Anells del Poder van ser forjats. Al Rades Grises (Mithlond), en el Golf de Lluna, Cirdan va construir els vaixells amb els quals els elfs partiren de la Terra Mitjana a Valinor.

### Montanyes Boiroses
Les Muntanyes Boiroses van ser aixecades pel Senyor Obscur Melkor en la Primera Edat per a impedir a Oromë, un Vàlar, que cavalcàs a través de la Terra Mitjana caçant. El Regne dels Nans de Moria va ser construït en la Primera Edat a sota el punt mitjà de la serralada. Els dos congostos més importants de les muntanyes eren el Pas Alt o Pas de Imladris prop de Rivendell, amb una ruta alta i una altra baixa, i el Pas de Redhorn més al sud, a prop de Moria.

### Rhovanion
A l'est de les Muntanyes Boiroses, Anduin o el Riu Gran que flueix en direcció cap al sud, amb el Bosc Llobregós al seu est. En el seu contrari de banc de l'oest el final del sud de Mirkwood hi ha terra dels elfs, Lothlórien. Més enllà del sud, vora les Muntanyes Boiroses, s'ubica el bosc de Barbarbrat, casa dels gegants-abre, el ents. En una vall al sud del les muntanyes Boiroses hi ha Ísengard, casa del bruixot Sàruman.

### Terres del Sud

Mapa del croquis de Gondor en la Tercera Edat, limitat per Rohan i Mordor

Just al sud de Fangorn i Isengard es troba l’àmplia terra herbosa dels Genets de Rohan, qui proporciona cavalleria al seu veí del sud, Gondor. El riu Anduin passa els turons de Emyn Muil i les enormes estàtues de roca d’ Argonath, flueix a través del perillós corrent de Sarn Gebir, i sobre les cascades de Rauros a Gondor. Gondor comparteix frontera amb Rohan en el Ered Nimrais, les Muntanyes Blanques, els quals corren des de l'est a l'oest del mar a un punt prop del Anduin; a aquell punt és la ciutat capital de Gondor, Minas Tirith.
A través del riu a l'Est és la terra de Mordor. El nord està limitat per Ered Lithui, les Muntanyes de Cendra; a l'oest d’ Ephel Duath, les Muntanyes d'Ombra. Entre aquelles dues serralades, a la punta nord-est de Mordor, hi ha les Portes Negres del Morannon. En la inclinació entre les dues serralades es troba l’Altiplà volcànic de Gorgoroth i el alt volcà Orodruin o Fat de Mont, on el Senyor Fosc Sauron va forjar l'Anell, al seu centre. A l'est de la muntanya se situa la Torre Fosca de Sauron, Barad-dur.
Al sud de Gondor i Mordor està situat Harad i Khand.

### Terres de l'Est
A l'est de Rhovanion i al nord de Mordor es troba el mar de Rhûn, llar de les Criatures de l’Est. Al nord d'aquesta es troben els Turons de Ferro dels Nans de Dain; entre aquells i Mirkwood hi ha Erebor, la muntanya solitària, una vegada la llar del drac Smaug, i després els nans de Thorin.
Les grans terres situades a l'est de Rhûn i al sud i l'est de Harad no es descriuen a les històries, que tenen lloc a la part nord-oest de la Terra Mitjana.

Esbós del mapa de la Comarca, amb divisió política en quatre Farthings

Al final de la Tercera Edat, gran part del nord-oest de la Terra Mitjana és salvatge, amb traces aquí i allà de ciutats en ruïnes i fortaleses de civilitzacions anteriors entre muntanyes, rius, boscos, turons, planes i pantans. Les principals nacions que apareixen a El Senyor dels Anells són Rohan i Gondor com a Pobles Lliures, i Mordor i el seu aliat Harad a favor del Senyor Fosc. Gondor, una vegada extremadament poderós, es troba en un moment en què les seves terres es veuen molt reduïdes,on ha perdut el control de Ithilien (fronterer amb Mordor) i el Sud de Gondor (fronterer amb Harad).
Les Criatures de l’Est de la regió de Rhûn, molt poc descrits, aporten un exèrcit substancial al bàndol de Mordor.
Oblidada per la major part de la resta del món és la Comarca, una petita regió al nord-oest de la Terra Mitjana habitada per hobbits enmig de les terres abandonades d’Eriador.

## Geografia moral

Geografia moral de Tolkien sobre la Terra Mitjana, segons John Magoun

Amb els seus "Southrons" de Harad, Tolkien havia - segons l'opinió de John Magoun, escrivint a la JRR Tolkien Encyclopedia - construït una "geografia moral totalment expressada". des de la casa dels hobbits al nord-oest, la maldat a l'est, i "sofisticació imperial i decadència" al sud. Magoun explica que Gondor és alhora virtuós, essent occidental, i té problemes, essent al sud; Mordor al sud-est és infernal, mentre que Harad, a l'extrem sud, "retrocedeix a un salvatgisme extrem".
Altres erudits com Walter Scheps i Isabel G. McCaffrey han assenyalat les "dimensions espacials morals" de la Terra Mitjana, encara que no són idèntiques a la interpretació de Magoun. Segons ells, Nord i Oest són generalment pobles bons, mentre que Sud i Est són malvats. Això situa la Comarca i el refugi gris de dels elfs al nord-oest com regions bones, i Mordor al sud-est, malvat; segons la seva opinió, Gondor al sud-oest és moralment ambigu, coincidint amb els personatges de Boromir i Denethor. Observen, a més, que els quatre Quartons de la Comarca serveixen com un "microcosmos" de la geografia moral de la Terra Mitjana en el seu conjunt: així, els mals Genets Negres apareixen per primera vegada en el Quartó de l'Est, mentre que els homes, del que abans era bo però ara corromput, Saruman, arriben al Quartó del Sud.

## Orígens
Algunes característiques de la Terra-Mitjana poden ser traçades a fonts literàries o llocs al món real. Les Muntanyes Boiroses deriven de l’ Edda Poètica, on el protagonista del Skírnismál assenyala que la seva recerca implicarà muntanyes boiroses poblades d’orcs i gegants, mentre que el personatge de les muntanyes s'inspirà en part dels viatges de Tolkien als Alps suïssos el 1911. Mirkwood es basa en Myrkviðr, la visió romàntica dels boscos foscos del nord. Númenor es fa ressò de la mítica Atlàntida descrita per Plató.
Sobre els orígens de la seva narració i la cartografia inventada de la Terra Mitjana, Tolkien va afirmar en una carta:
| « | Sàviament vaig començar amb un mapa, i vaig adaptar la història (generalment amb una minuciosa cura de les distàncies). D’altra forma, hi ha massa consufions i impossibilitat, i en tot cas és una feina esgotadora crear un mapa a partir d’una història. | » |

### Primàries
Aquesta llista identifica la ubicació de cada element en les escriptures de Tolkien.
1. ↑  The Silmarillion, p. 31
2. ↑  The Fellowship of the Ring, book 1, ch. 6 "The Old Forest"
3. ↑  The Silmarillion, ch. 3 "Of the Coming of the Elves and the Captivity of Melkor"
4. ↑  Unfinished Tales, pp. 271, 281
5. ↑  Unfinished Tales, pp. 271, 281
6. ↑  The Fellowship of the Ring, book 2 ch. 3
7. ↑  Letters, #306
8. ↑  Letters, ##131, 154, 156, 227.

### Secundàries
1. ↑  Shippey, Tom. The Road to Middle-Earth. Third.  The Lost Straight Road: HarperCollins, 2005, p. 324-328. ISBN 978-0261102750.
2. ↑  Garbowski, Christopher. «Middle-earth». A: Michael D. C. Drout. .  Routledge, 2013, p. 422-427. ISBN 978-0-415-86511-1.
3. ↑  Garbowski, Christopher. «Middle-earth». A: .  Routledge, p. 422-427. ISBN 978-0-415-86511-1.
4. ↑  Garbowski, Christopher. «Middle-earth». A: Michael D. C. Drout. .  Routledge, 2013, p. 422-427. ISBN 978-0-415-86511-1.
5. ↑  Larsen, Kristine «A Little Earth of His Own: Tolkien's Lunar Creation Myths». In The Ring Goes Ever On: Proceedings of the Tolkien 2005 Conference. The Tolkien Society, 2, 2008, pàg. 394–403.
6. ↑  The Return of the King, book 6, ch. 9 "The Grey Havens", and Appendix B
7. ↑  Shippey, Tom. The Road to Middle-Earth: How J. R. R. Tolkien Created a New Mythology.  HarperCollins, 2014, p. 39. ISBN 978-0-547-52441-2.
8. ↑  Magoun, John F.G.. «South, The». A: .  Routledge, p. 622-623. ISBN 978-0-415-86511-1.
9. ↑  Magoun, John F.G.. «East, The». A: .  Routledge. ISBN 978-0-415-86511-1.
10. 1 2  Magoun, John F. G.. «South, The». A: Michael D. C. Drout. .  Routledge, 2006, p. 622–623. ISBN 1-135-88034-4.
11. ↑  Scheps, Walter. Lobdell. The Interlace Structure of 'The Lord of the Rings'.  Open Court, 1975, p. 44-45. ISBN 978-0875483030.
12. ↑  MacCaffrey, Isabel G. Paradise Lost as Myth.  Harvard University Press, 1959, p. 55. OCLC 1041902253.
13. 1 2  Shippey, Tom. The Road to Middle-Earth. Third.  HarperCollins, 2005, p. 80-81, 114. ISBN 978-0261102750.
14. ↑  Evans, Jonathan. «Mirkwood». A: Drout, Michael D. C.. J. R. R. Tolkien Encyclopedia: Scholarship and Critical Assessment.  Routledge, 2006, p. 429–430. ISBN 0-415-96942-5.